# Enyalius iheringii
Enyalius iheringii — вид ігуаноподібних ящірок родини Leiosauridae. Ендемік Бразилії.

## Поширення і екологія
Enyalius iheringii мешкають в прибережних районах на південному сході Бразилії, в штатах Ріу-Гранді-ду-Сул, Санта-Катаріна, Парана, Сан-Паулу і Ріо-де-Жанейро. Вони живуть в атлантичних лісах. Живляться безхребетними.